# ویلفرید کرتسکنس
ویلفرید کرتسکنس (انگلیسی: Wilfried Cretskens؛ زادهٔ ۱۰ ژوئیهٔ ۱۹۷۶) دوچرخه‌سوار اهل بلژیک است.